# Џим Хамилтон
Џејмс Ли Хамилтон (енгл. James Leigh Hamilton; 17. новембар 1982) бивши је професионални шкотски рагбиста. Рођен је у Свиндону, отац му је био војник. Један је од најкрупнијих рагбиста на острву (203 цм, 125 кг). Играо је за младу репрезентацију Енглеске, али када је требало да се одлучи за коју ће сениорску репрезентацију да игра, изабрао је Шкотску. Дебитовао је против Румуније 11. новембра 2006. Играо је на два светска првенства (2007, 2011). Први есеј за своју земљу дао је 19. јуна против Аргентине. За репрезентацију Шкотске одиграо је укупно 63 утакмица и постигао 10 поена.